# ۳۶۸ (میلادی)
۳۶۸ (میلادی) سیصد و شصت و هشتمین سال تقویم میلادی است.

## درگذشتگان
‎